# Bump of Chicken
Bump of Chicken (バンプ・オブ・チキン Banpu Obu Chikin, viết cách điệu hết là BUMP OF CHICKEN) là một ban nhạc alternative rock người Nhật Bản đến từ Sakura, Chiba, Nhật Bản. Các thành viên của nhóm gồm Fujiwara Motoo (hát chính, rhythm), Masukawa Hiroaki (guitar), Naoi Yoshifumi (bass) và Masu Hideo (trống). Kể từ khi thành lập vào năm 1994, nhóm đã phát hành 23 đĩa đơn và 9 album. Đây là một nhóm nhạc danh tiếng ở đất nước Nhật; mọi sản phẩm mà nhóm phát hành kể từ đĩa đơn thứ ba "Tentai Kansoku" đều từng lọt vào top 10 trên bảng xếp hạng tuần của Oricon. Nhạc của nhóm còn được dùng trong nhiều trò chơi điện tử và làm các bài nhạc hiệu cho phim điện ảnh, chương trình truyền hình và anime tại Nhật Bản.

## Thành viên

### Fujiwara Motoo
Fujiwara Motoo (藤原基央) là người sáng tác, viết lời, đánh rhythm guitar và hát chính của ban nhạc. Anh sáng tác hầu hết nhạc của nhóm và còn vẽ bìa cho hai album The Living Dead và Yggdrasil. Tháng 3 năm 2006, anh phát hành một solo album lấy nhan đề Song for Tales of the Abyss, trong đó có bài "Karma" và các bản hòa tấu của bài hát trích từ game Tales of the Abyss. Anh sử dụng các cây đàn Gibson 1960 Les Paul Special Single Cutaway, Sonic fender, Gibson J-45. Tháng 8 năm 2020, Fujiwara thông báo đã kết hôn.
- Ngày sinh: 12 tháng 4, 1979 (45 tuổi)
- Nơi sinh: Sakura, Chiba
- Vị trí: sáng tác/viết lời/hát chính/rhythm guitar

### Masukawa Hiroaki
Masukawa Hiroaki (増川弘明) là tay lead guitar của ban nhạc và sáng tác hầu hết các bài đùa ẩn trong nhiều album. Các biệt hiệu của anh trong ban là "Hiro", "Hose", (nghĩa là "rất gầy") và "Nikke". Anh sử dụng các cây đàn Gibson Les Paul Standard, Fender Stratocaster.
- Ngày sinh: 20 tháng 12, 1979 (45 tuổi)
- Nơi sinh: Sakura, Chiba
- Vị trí: lead guitar

### Naoi Yoshifumi
Naoi Yoshifumi (直井由文) là tay bass của ban nhạc và được mệnh danh là "người xoa dịu đám đông". Anh đã phát hành một cuốn artbook chứa nội dung là các tác phẩm của nhóm và hỗ trợ tạo bìa cho một vài album. Biệt danh của anh khi ở trong ban là "Chama", một cách chơi chữ của cụm từ tiếng Nhật "Obotchama" nhằm chỉ con trai của một gia đình khá giả. Anh sử dụng các cây đàn Sonic Bass, Fender Jazz Bass 65.
Ngày 18 tháng 9 năm 2020, một bài viết đã được xuất bản tường thuật chi tiết về mối tình của anh vào các năm 2016 và 2017, đồng thời giấu sự thật rằng anh đã kết hôn và làm cha. Sau đò cùng ngày, anh đăng lời xin lỗi vì hành động của mình và thông báo sẽ tạm ngừng hoạt động âm nhạc. Ngày 6 tháng 6 năm 2021, anh đăng một lời xin lỗi khác dài hơn về vụ việc kể trên, cùng lúc ấy thông báo trở lại ban nhạc.
- Ngày sinh: 9 tháng 10, 1979 (45 tuổi)
- Nơi sinh: Sakura, Chiba
- Vị trí: chơi bass

### Masu Hideo
Masu Hideo (升秀夫) là tay trống của ban nhạc. Anh sử dụng bộ trống Canopus Maple Shell.
- Ngày sinh: 10 tháng 8, 1979 (45 tuổi)
- Nơi sinh: Sakura, Chiba
- Vị trí: tay trống

## Danh sách đĩa nhạc

### Album phòng thu
| Năm  | Chi tiết                                         | Bảng xếp hạng của Oricon | Bảng xếp hạng của Oricon | Doanh số | Doanh số      |
| Năm  | Chi tiết                                         | Hàng tuần                | Hàng năm                 | Tuần đầu | Tổng doanh số |
| ---- | ------------------------------------------------ | ------------------------ | ------------------------ | -------- | ------------- |
| 1999 | Flame Vein - Phát hành: 18 tháng 3 năm 1999      | 77                       | —                        | 3.280    | 34.331        |
| 2000 | The Living Dead - Phát hành: 25 tháng 3 năm 2000 | 51                       | —                        | 4.200    | 87.696        |
| 2002 | Jupiter - Phát hành: 20 tháng 2 năm 2002         | 1                        | 45                       | 250.210  | 680.763       |
| 2004 | Flame Vein +1 - Phát hành: 28 tháng 4 năm 2004   | 16                       | —                        | 16.670   | 174.693       |
| 2004 | The Living Dead - Phát hành: 28 tháng 4 năm 2004 | 19                       | —                        | 13.583   | 165.932       |
| 2004 | Yggdrasil - Phát hành: 25 tháng 8 năm 2004       | 1                        | 19                       | 315.065  | 683.211       |
| 2007 | Orbital Period - Phát hành: 19 tháng 12 năm 2007 | 2                        | 12                       | 381.446  | 680.270       |
| 2010 | Cosmonaut - Phát hành: 15 tháng 12 năm 2010      | 1                        | 17                       | 207.160  | 342.041       |
| 2014 | Ray - Phát hành: 12, tháng 3 năm 2014            | 1                        | 12                       | 182.003  | 278.000       |
| 2016 | Butterflies - Phát hành: 10 tháng 2 năm 2016     | 1                        | 14                       | 197.160  | 286.000       |
| 2019 | Aurora Arc - Phát hành: 10 tháng 7 năm 2019      | 1                        | 11                       | 202.157  |               |

### Album biên tập
| Năm  | Chi tiết                                                         | Catalog    | Bảng xếp hạng Oricon | Bảng xếp hạng Oricon | Doanh số | Doanh số      |
| Năm  | Chi tiết                                                         | Catalog    | Hàng tuần            | Hàng năm             | Tuần đầu | Tổng doanh số |
| ---- | ---------------------------------------------------------------- | ---------- | -------------------- | -------------------- | -------- | ------------- |
| 2008 | Present from You - Phát hành: 18 tháng 6 năm 2008                | TFCC-86257 | 2                    | 45                   | 148.473  | 235.000       |
| 2013 | Bump of Chicken I ＜1999–2004＞ - Phát hành: 3 tháng 7 năm 2013  | TFCC-86455 | 1                    | 21                   | 172.712  | 252.000       |
| 2013 | Bump of Chicken II ＜2005–2010＞ - Phát hành: 3 tháng 7 năm 2013 | TFCC-86466 | 2                    | 22                   | 168.262  | 239.000       |

### Album khác
| Năm  | Chi tiết | Catalog    | Bảng xếp hạng Oricon | Bảng xếp hạng Oricon |
| Năm  | Chi tiết | Catalog    | Hàng tuần            | Top 100              |
| ---- | --- | ---------- | -------------------- | -------------------- |
| 2006 | Song for Tales of the Abyss - album soundtrack solo thứ nhất của Fujiwara Motoo - Phát hành: 22 tháng 3 năm 2006 | TFCC-86193 | 6                    | —                    |